# Brunswick József
Alsókorompai gróf Brunswick József, Brunswik, Brunsvik (Alsókorompa, 1750. szeptember 15. – Pozsony, 1827. február 20.) főispán, tárnokmester, országbíró.

## Élete
Brunswick Antal gróf fia, Brunswick Antal testvére, császári és királyi kamarás, a Szent István-rend középkeresztese, Pest megye főispánja és országbíró, 1786 után valódi belső titkos tanácsos, a hétszemélyes tábla első tanácsosa, később országbíró. A  Szent István apostoli király rendjének középkeresztese. Felesége Majtényi Anna.
Gyermekei:
- Júlia (1786 – Buda, 1866) férje Forray András
- József (1788 – 1825)
- Henriette (Alsókorompa, 1789 – Bécs, 1857) férje: Chotek Herman[forrás?]

## Művei
- Oratio, qua Mariae Theresiae augustae propensa in juventutem voluntas extollitur. Vindobonae, 1765.
- Lehrsätze aus den politischen Wissenschaften. Wien, 1770.
- Beszéd, melyet mondott nemes Pest, Pilis, Solth vármegyék öszvegyülekezett főrendeihez. Pest, 1792.
- Zur Namensfeier Seiner kön. Hoheit Erzherzogs Josephs Palatins von Ungarn. Ofen, 1806.
- Pálffi Leopoldnak cs. és kir. generálisnak pozsoni várkapitányságába és Poson várm. főispánságában lött beiktatásakor tartott beszéd. Pozsony, 1822. (Sermones occasione solennis installationis dictae cz. munkában.)
- Opus de coordinatione juridicorum dicasteriorum regni, partiumque eidem adnexarum; et conctorum fororum judiciariorum. Posonii, 1826. (Beőthy Imrével együtt.)

Arcképét Heinrich bécsi festménye után Ehrenreich A. rézbe metszve kiadta Pesten 1826-ban.